# Phelotropa
Phelotropa är ett släkte av fjärilar. Phelotropa ingår i familjen plattmalar.
Kladogram enligt Catalogue of Life:
| Phelotropa | \| \| Phelotropa conversa \| \| \| \| \| \| Phelotropa oenodes \| \| \| \| |
|            | \| \| Phelotropa conversa \| \| \| \| \| \| Phelotropa oenodes \| \| \| \| |
|            | Phelotropa conversa                                                        |
|            |                                                                            |
|            | Phelotropa oenodes                                                         |
|            |                                                                            |